# Klimaatconferentie van Warschau 2013
De Klimaatconferentie Warschau 2013 was een conferentie van de Verenigde Naties over klimaatverandering, gehouden in het Nationaal Stadion, Warschau, Polen van 11 tot 23 november 2013. Het was de 19e jaarlijkse sessie van de Conference of the Parties (COP 19) in het Klimaatverdrag (UNFCCC), en de 9e sessie van de Meeting of the Parties (CMP 9) in het Kyoto-protocol. De conferentie stond onder leiding van UNFCCC-secretaris-generaal Christiana Figueres en de Poolse Minister van Milieu Marcin Korolec.
De conferentie leidde tot een akkoord dat alle lidstaten zo snel mogelijk hun emissies zouden terugdringen, en liefst nog tegen het eerste kwartaal van 2015. Hier werd ook het concept van de Nationally Determined Contributions (NDC) gelanceerd, op voorstel van Singapore, en werd het Warsaw International Mechanism voorgesteld.